# Francesco Adami
Francesco Adami (Pieve di Cadore, 11 novembre 1985) è un hockeista su ghiaccio italiano, milita come attaccante nella SG Cortina, squadra della Alps Hockey League di cui è capitano.

## Carriera
Adami esordì nella stagione 2001-02 con la Sportivi Ghiaccio Cortina. Nelle stagioni successive entrò stabilmente in prima squadra. Con gli ampezzani vinse anche lo scudetto 2007. Nel corso della stagione 2007-2008 giocò due partite amichevoli con la maglia della Nazionale azzurra.
Dopo un breve prestito nella stagione 2010-11 a Pieve di Cadore Adami rientrò al Cortina, continuando ad essere uno dei veterani della squadra.

## Palmarès

### Club
- Campionato italiano: 3

Cortina: 2006-2007, 2022-2023, 2024-2025
- Coppa Italia: 1

Cortina: 2011-2012
- Supercoppa italiana: 1

Cortina: 2023